# Valdrin Mustafa
Valdrin Mustafa (* 11. März 1998 in Merzig) ist ein kosovarisch-deutscher Fußballspieler.

## Karriere

### Verein
Nach seinen Anfängen in der Jugendabteilung der SG Rehlingen-Siersburg, der JFG Saarlouis und des 1. FC Saarbrücken wechselte er im Sommer 2014 in die Jugendabteilung des 1. FC Kaiserslautern. Für seinen Verein bestritt er 26 Spiele in der B-Junioren-Bundesliga und 26 Spiele in der A-Junioren-Bundesliga, bei denen ihm insgesamt 24 Tore gelangen und er am Ende der Saison 2016/17 Torschützenkönig in der Staffel Süd/Südwest wurde. Im Sommer 2017 erhielt er bei seinem Verein seinen ersten Profivertrag, kam allerdings nur zu Einsätzen in der zweiten Mannschaft in der fünftklassigen Oberliga Rheinland-Pfalz/Saar. Im Winter 2019 schloss er sich der zweiten Mannschaft von Hannover 96 in der Regionalliga Nord an. Nach eineinhalb Spielzeiten wechselte er im Sommer 2020 in die Regionalliga Südwest zum TuS Rot-Weiß Koblenz. Dort konnte er mit 18 Toren in 38 Ligaspielen überzeugen und er wechselte daraufhin im Sommer 2021 zum Drittligisten SC Verl. Ohne ein Ligaspiel bestritten zu haben, wurde der Vertrag im August 2021 schon wieder aufgelöst und er schloss sich der SV Elversberg in der Regionalliga Südwest an.
Am Ende der Spielzeit 2021/22 gelang ihm mit seiner Mannschaft der Aufstieg in die 3. Liga. Seinen ersten Profieinsatz hatte er am 23. Juli 2022, dem 1. Spieltag, als er beim 5:1-Auswärtssieg gegen Rot-Weiss Essen in der 84. Spielminute für Carlo Sickinger eingewechselt wurde. Nach dem Gewinn der Meisterschaft in der 3. Liga mit der SV Elversberg wechselte Mustafa zur Spielzeit 2023/24 zum FC Viktoria Köln. Mitte Januar 2024 wechselte er ligaintern zum SSV Jahn Regensburg. Zum Ende der Saison 2023/24 verließ er den Verein wieder und schloss sich den Kickers Offenbach an.

### Nationalmannschaft
Mustafa bestritt in den Jahren 2016 und 2017 zunächst acht Spiele für die U19 und die U21 des albanischen Fußballverbandes, bei denen ihm insgesamt ein Tor gelang, bevor er in den Jahren 2019 und 2020 in fünf Spielen für die U21 des kosovarischen Fußballverbandes auflief.

## Erfolge
Im Verein
- Meister der 3. Liga: 2022/23
- Meister der Regionalliga Südwest und Aufstieg in die 3. Liga: 2022
- Saarlandpokal-Sieger: 2022, 2023
- Rheinlandpokal-Sieger: 2021

Individuell
- Torschützenkönig der A-Junioren-Bundesliga Süd/Südwest: 2017